# Авраам Луї Бреге
Авраам Луї Бреге (фр. Abraham Louis Breguet, нар.10 січня 1747 — пом.17 вересня 1823) — французький механік-годинникар швейцарського походження, відомий своїми удосконаленнями в годинниковому механізмі і багатьма важливими винаходами в області механіки й фізики. Член Академії наук Франції та Бюро з визначення довгот.

## Біографія
Народився 1747 року в Невшателі. Рід Бреге виїхав з Франції після скасування Нантського едикту. У віці 15 років стає підмайстром в Версалі, а вже в 1775 році він заснував в Парижі компанію Breguet. Його клієнтами були королева Марія-Антуанетта, французький імператор Наполеон I Бонапарт, російський імператор Олександр I, османський султан Селім III тощо.
Бреге був офіційним годинникарем російського імператора і російського імператорського флоту, мав титул годинникаря Французького королівського флоту.
Помер у Парижі 1823 р.
Після смерті справу Авраама Бреге продовжував його онук Луї Франсуа Клеман Бреге (нар.1808 р. — пом.1883), який теж був членом Академії наук та Бюро з вимірювання довгот. Здобув популярність завдяки творам з фізики та електротелеграфії. Його стрілочний телеграф вживається й досі.

## Винаходи та досягнення
- 1780 — Доведено до досконалості механізм автоматичного накручування кишенькових годинників.
- 1783 — Винахід конструкції ударного гонгу репетира у вигляді пружини.
- 1785 — Винайдено новий тип анкерного механізму.
- 1790 — Винахід першої у світі системи протиударного захисту «Parachute».
- 1794 — Винайдена стрибуча годинна стрілка, що залишається на місці протягом години і перемикається на нову годину на початку наступної.
- 1795 — Винахід турбійона. Удосконалення механізму «вічного календаря».
- 1796 — Винахід особливої спіралі балансового колеса, що отримала назву «спіралі Бреге».
- 1800 — Розширення можливостей репетирів — репетиція дати.
- 1810 — Створено одні з перших наручних годинників.
- 1820 — Розпочато роботи по створенню хронографів. Вперше як матеріал корпусу використана платина.